# امیلکار کوجووی
امیلکار کوجووی (انگلیسی: Amilcar Codjovi؛ زادهٔ ۲۲ فوریهٔ ۲۰۰۲) بازیکن فوتبال است.